# 한글 학회

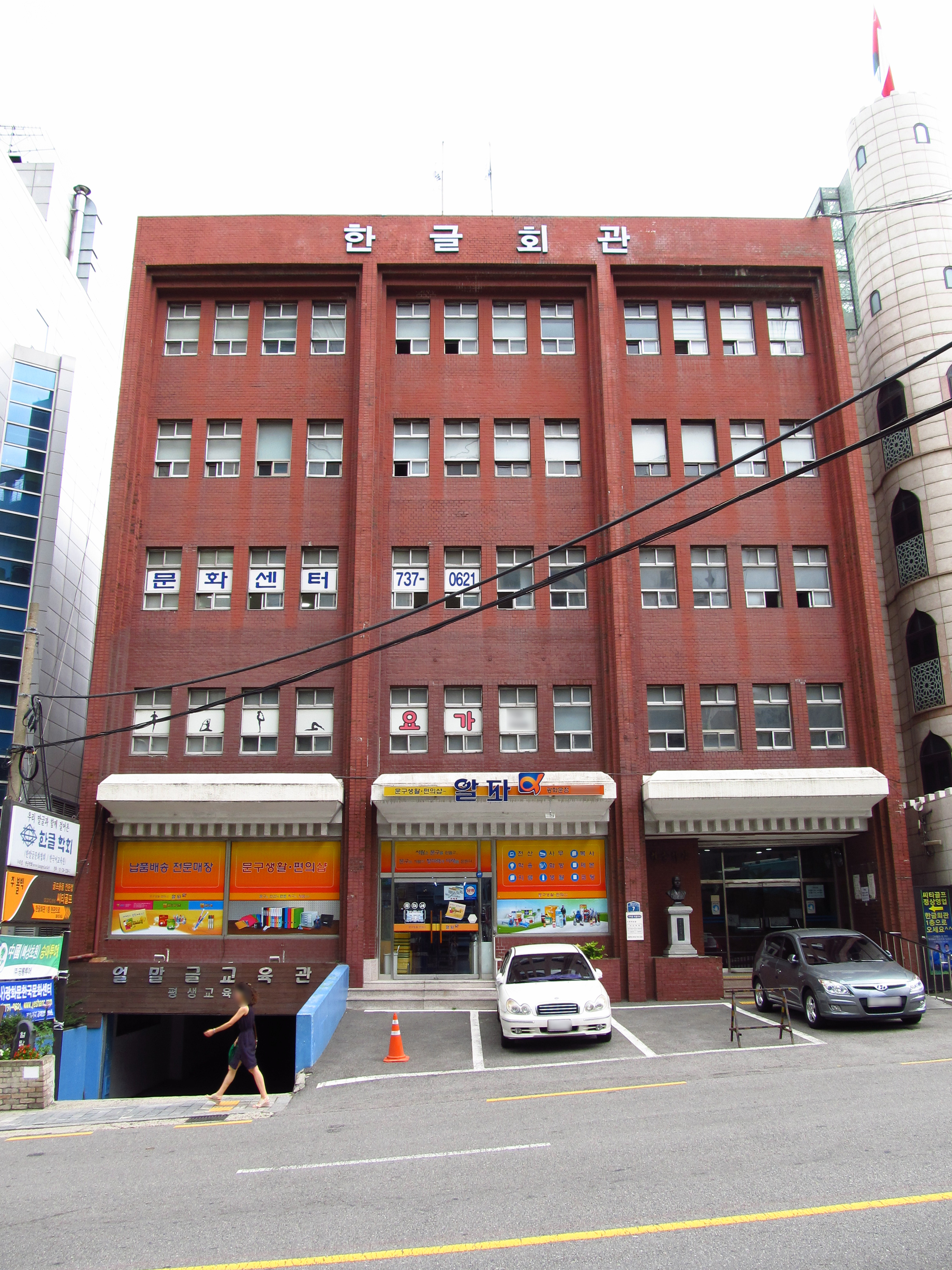
한글학회 본부

한글학회(한글學會, 영어: Korean Language Society)는 한글과 한국어를 연구하는 민간학술단체이다. 1908년에 ‘국어연구학회’라는 이름으로 창립되었으며, 여러차례 학회 명칭이 변경되었으나 1949년에 이르러 ‘한글학회’라는 이름을 가지게 되었다. 1907년에 설치되었던 '국문연구소'를 계승하며 우리말과 글의 연구.통일.발전을 목적으로 하고 있다. 한글학회는 1926년 11월 4일에 한글날(가갸날)을, 1933년에 한글맞춤법통일안을 제정하고, 한글을 보급하고자 노력했다. 해방 후, 학회는 한글전용을 주장해 국한문혼용을 한글전용으로 쓰는 것을 장려했다.

## 역사

### 학회 창립
우리말과 글의 연구·통일·발전을 목적으로, 1908년 8월 31일 주시경 선생이 뜻을 같이하는 사람들과 서울 봉원사(새절)에서 창립총회를 열고 ‘국어연구학회’를 창립하였다. 그러나 1910년 한일합병이 이루어지며 국어라는 말이 일본어를 뜻하게 되면서 1911년 9월3일 ‘배달말글몯음’(조선언문회)으로 이름을 변경하였다.  1913년 3월 23일에 다시 ‘한글모’로 바꾸고, 1921년 12월3일 ‘조선어연구회’, 1931년 1월 10일 ‘조선어학회’로 이름을 고쳐 활동하다가 1942년 일제에 의해 자행된 조선어학회 사건으로 큰 시련을 맞게 되었다.

### 창립년도 정정
한글학회는 그간 학회의 기원을 “1921년 12월 3일, 조선어연구회”로 알고 각종 기념행사를 진행해왔다. 그런데 1976년에 널리 공개된 주시경 선생의 자필 이력서의 기록내용, 1981년 12월에 한글학회에서 주최한 학회 창립 기념 도서 전시회를 통하여 입수하게 된 『한글모죽모기』라는 이름의 필사본의 내용, 1908년 8월 27일자 『대한마일신보』와 『황성신문』의 내용을 면밀히 검토해본 결과 학회의 창립일은 1908년 8월31일에 서울 봉원사에서 설립된 ‘국어연구학회’라고 결론 내리게 되었다.
따라서 1987년 3월 9일의 한글학회 이사회에서는 창립일 수정에 관한 문제를 정기총회에 상정하기로 결정하였다. 같은해 3월 23일에 열린 정기총회에서 학회의 연원과 창립일의 수정 문제를 안건으로 내놓고 장시간 토론이 있었는데, 그 결과 한글학회의 발상을 “1908년 8월 31일, 국어연구학회(國語硏究學會)” 로 바로 잡기로 결정하였다.

### 창립 후 활동
창립 이후 우리나라 어문정책 세우기와 갖가지 강연, 학술대회를 연 바, 한글날 제정(1926), 동인지 ‘한글’창간(1927), 학회지 ‘한글’창간(1932), 한글맞춤법 통일안 제정(1933), 표준말 사정(1936), 외래어 표기법 통일안 제정(1940)등 활발한 활동을 전개하였다.

## 연혁
- 국어연구학회(1908~1911)
- 배달말글몯음/조선언문회 (1911~1913)
- 한글모(1913~1921)
- 조선어연구회(1921~1931)
- 조선어학회(1931~1949)
- 한글학회(1949~)

## 광복 후 활동
광복 후 활동을 재개한 조선어학회는 초·중등 교과서 편찬(1945), 훈민정음 원본 영인 (1946), 세종 중등 국어교사 양성소 설치(1948) 하였다. 아울러 1949년 9월 25일 ‘한글학회’로 이름을 바꾸게 되었다. 이후 큰 사전 편찬(1957), 한글 타자기 통일 글자판 발표(1962), 쉬운말 사전(1967), 월간지 ‘한글새소식’ 창간(1972), 우리말의 로마자 적기 발표(1984), 제1회 우리 말글 연수회(1985), 한국지명총람 편찬(1986), 문학한글 창간(1987), 한힌샘 주시경 연구/교육한글 창간(1988)등의 일을 했다.
또한, 한국 땅이름 큰사전 편찬(1991), 우리말 큰사전 편찬(1991), 제1회 외국인 한국어 발표 대회(1999), 학회 발행 논문집 학술정보 제작(2000), 첫 번째 우리말글 지킴이 위촉(2000), 우리 토박이 말 사전 편찬(2001), 첫 번째 아름다운 우리말 가게이름 선정(2001), 제1회 전국 한말글이름 가진 이 글짓기 대회(2004), 한글 무늬옷 입기 운동(2005), 한글날 큰잔치 조직위원회 결성(2006), 한글을 빛낸 자랑스러운 인물 4편(한힌샘 주시경.외솔 최현배.건재 정인승.고루 이극로)편찬(2008.2009)등의 일을 하였다. 1996년에는 비영리 학술단체로는 처음으로 누리집(홈페이지)을 만들어 누리그물(인터넷)을 통하여 갖가지 정보를 제공하고 정보 교환의 마당을 마련해 놓고 있으며,정기 간행물 『한글』,『문학한글』, 『교육한글』, 『한힌샘 연구』, 『한글 새소식』 등을 누리집에서 제공하고 있다.

## 한글 전용 운동
일본제국패망뒤인 1945년 11월 8일이후, 한글학자들은 한글만쓰기운동을 벌였다. 그 결과로, 해방직후의 초·중등교과서에는 한글만 쓰여졌으며, 필요시 괄호(도림) 안에 한자가 표시되었다. 단, 중학교에서는 한문교육을 실시하여 중국과의 교류, 고전(古典)에의 접근을 고려하였다. 공문서에는 한글이 전용되었다.
1949년에는 다시 '한자전용안'에 의해 문서에 한자를 섞어쓰게 되었다.
이에 반대하여 1964년 성명서를 통하여 한글 학회가 주장한 내용은 다음과 같았다.
- 일상생활에서 한글만 사용하자.
- 글자생활의 기계화를 위해 한글을 사용해야 한다.
- '한글전용'은 한자어를 배척하는 것이 아니며, 한자어를 한글로 쓸뿐이다.
- 학교과목의 용어는 쉬운 한글로 표기하자.
- 더 철저히 한문을 가르치고 배워야한다.
- 한자로 적힌 고전은 한글로 번역되어야 한다.
- 신잡지는 모두 한글로 써야 한다.

1968년에는 정부 차원에서 '한글전용5개년계획'을 세우고, 이를 다시 단축하여 '한글전용촉진7개항', '한글전용연구위원회' 등이 생겨났었다. (10.7 선언) 이에 맞추어, 학자들을 중심으로 '한글전용국민실천회'가 조직되었다.

## 같이 보기
- 전국한자교육추진총연합회
- 한글전용
- 조선어학회사건
- 한글날
- 국립국어원
- 한국어운동의 역사

## 참고 문헌
- 한글학회50돐기념사업회, 《한글학회50년사》, 한글학회, 1971